# I Nomadi 1965/1979 - Diario di viaggio di Augusto e Beppe
I Nomadi 1965/1979 - Diario Di Viaggio Di Augusto e Beppe è una raccolta del gruppo musicale italiano dei Nomadi, pubblicata nel 2016; è una raccolta di vecchi brani, inediti e altri provenienti dall'Album concerto con Francesco Guccini.
Oltre ai primi due CD contenenti i vecchi successi, vi è anche un CD contenente undici brani inediti, recuperati dagli archivi della EMI, risalenti alla prima metà degli anni ’70 e mai pubblicati fino ad allora. I brani sono stati recuperati grazie ad un'operazione mix e mastering. Nove brani mai pubblicati e più due brani, Balla Piero e Voglio Ridere, con testi leggermente diversi ed in versione folk.
Ad impreziosire il cofanetto c’è anche un libro contenente foto inedite, immagini rare e disegni di Augusto Daolio mai pubblicati prima.
Oltre alla versione DE LUXE con 4 CD esiste anche ad una versione SUPER DE LUXE con ben 8 CD.
Dal 28 novembre 2017 al 20 febbraio 2018, esce ogni settimana un CD con rivista per un totale di ben 13 CD e la raccolta diventa I Nomadi 1965/1992 - Diario Di Viaggio Di Augusto e Beppe sostituendo il "1979" con il "1992". Il tutto, viene allegato settimana dopo settimana con un libricino, con intervista a Beppe Carletti, foto d'epoca e disegni inediti di Augusto Daolio. I CD aggiunti partono dal numero 9 con Il grande volo, Favole di vita, Storie nella sabbia, Gocce di speranza e Paradisi perduti. Vengono aggiunti brani dal degli album dal 1979 fino al 1993. Per citare alcuni brani presenti, possiamo trovare Senza Patria dell'album Solo Nomadi del 1990, Ma che film la vita dell'album Gente come noi del 1991 e molti altri. 

## Tracce versione DE LUXE

### CD 1 – Il meglio 1965/1979
1. Io vagabondo (che non sono altro) – 3:07
2. Crescerai – 3:15
3. Noi Non Ci Saremo – 2:38
4. Ho Difeso Il Mio Amore (Nights In White Satin) – 3:55
5. Un Figlio Dei Fiori Non Pensa Al Domani (Death Of A Clown) – 2:58
6. Come Potete Giudicar (The Revolution Kind) – 3:03
7. So Che Mi Perdonerai – 3:07
8. Tutto A Posto – 3:25
9. Il Vecchio E Il Bambino – 5:26
10. Canzone Della Bambina Portoghese – 6:40
11. Non Dimenticarti Di Me – 3:13
12. Mille E Una Sera – 2:51
13. Spegni Quella Luce – 2:12
14. Piccola Città – 6:56
15. Quanti Anni Ho – 2:39
16. Suoni – 2:54
17. Senza Discutere – 3:15

Durata totale: 61:34

### CD 2 – Il meglio 1965/1979
1. Dio È Morto – 2:38
2. Un Pugno Di Sabbia – 2:55
3. Canzone Per Un'Amica – 2:52
4. Un Giorno Insieme – 3:10
5. Voglio Ridere – 4:21
6. Per Fare Un Uomo – 2:42
7. Ala Bianca (Sixty Years On) – 2:36
8. L'Auto Corre Lontano, Ma Io Corro Da Te (Wichita Lineman) – 2:58
9. Gordon – 4:14
10. Vai Via, Cosa Vuoi (All The Love In World) – 2:31
11. Mai Come Lei Nessuna (Run To The Sun) – 3:53
12. Il Fiore Nero – 2:53
13. Mamma Giustizia – 4:16
14. Joe Mitraglia – 7:04
15. Il Confine – 3:37
16. Uno Sbaglio – 2:54
17. Donna La Prima Donna – 2:34

Durata totale: 58:08

### CD 3 – Inediti
1. Uomo Di Sole – 3:41
2. Amore Grande Mio – 5:10
3. Vento Caldo – 3:04
4. Film – 2:47
5. Chi Sei – 3:53
6. Un Corpo e Un'Anima – 4:00
7. Senza Pensieri Nel Cuore – 2:39
8. Se Restiamo Ancora Qui (Ricordi) (Versione Alternativa) – 4:10
9. Balla Piero (Versione Alternativa) – 2:39
10. Gli Occhi Tuoi (Voglio Ridere) (Versione Alternativa) – 4:41

Durata totale: 36:44

### CD 4 – Album Concerto – Francesco Guccini e i Nomadi live
1. Canzone per un'Amica – 4:10
2. L'Atomica Cinese – 3:02
3. Noi Non Ci Saremo – 3:26
4. Per Fare Un Uomo – 2:24
5. Primavera Di Praga – 4:20
6. Dio È Morto – 2:31
7. Canzone Del Bambino Nel Vento (Auschwitz) – 5:28
8. Noi – 3:44
9. Statale 17 – 5:50

Durata totale: 34:55

## Tracce versione SUPER DE LUXE

### CD 1 – Il meglio 1965/1979
1. Io Vagabondo
2. Crescerai
3. So Che Mi Perdonerai
4. Non Dimenticarti Di Me
5. Gordon
6. Naracauli
7. La Storia
8. Quasi Quasi
9. Ieri Sera Sognavo Di Te
10. Sorprese
11. Un Autunno Insieme E Poi
12. Vittima Dei Sogni
13. La Città
14. Ma Piano (Per Non Svegliarmi)
15. Vola
16. La Voglia Di Posare
17. Il Confine

### CD 2 – Il meglio 1965/1979
1. Un Giorno Insieme
2. Voglio Ridere
3. Mille E Una Sera
4. Quanti Anni Ho
5. Mamma Giustizia
6. Il Paese
7. Il Destino
8. La Morale
9. Immagini
10. I Miei Anni
11. Non Credevi
12. E Vorrei Che Fosse
13. La Mia Canzone Per Gli Amici
14. Un Po’ Di Me
15. Io Non Sono Io
16. Canto D’amore
17. Uno Sbaglio

### CD 3 – Il meglio 1965/1979
1. Un Pugno Di Sabbia
2. Tutto A Posto
3. Spegni Quella Luce
4. Il Fiore Nero
5. Joe Mitraglia
6. Senza Discutere
7. Suoni
8. Riverisco (Parte 1: La Foresta)
9. Riverisco (Parte 2: L’Albero)
10. Abbi Cura Di Te
11. Tutto Passa
12. Luisa
13. Beautiful Day
14. Fatti Miei
15. Giorni Tristi
16. Ritornerei
17. Rebecca (Un Gioco Di Società)

### CD 4 – Inediti
1. Uomo Di Sole
2. Amore Grande Mio
3. Il Sapore Della Vita
4. Vento Caldo
5. Film
6. Chi Sei
7. Un corpo e un’anima
8. Senza pensieri nel cuore
9. Se Restiamo Ancora Qui
10. Balla Piero (versione alternativa inedita)
11. Gli occhi tuoi (Voglio Ridere) (versione alternativa inedita)

### CD 5 – Demo e rarità
1. What now my love
2. Una ragazza come tante (Augusto)
3. 20.000 leghe (Nemo)
4. Ehgel 000.02 (Nemo)
5. To love somebody (Chris Dennis)
6. The memory train (Chris Dennis)
7. So che mi perdonerai (demo)
8. Stagioni (demo)
9. Eterno (demo)
10. Yo Vagabundo (Io vagabondo)
11. Mil Y una noche (Mille e una notte)
12. Se Que Me perdonaras (Non Dimenticarti di me)

### CD 6 – Le cover dei Nomadi
1. Ho Difeso Il Mio Amore (Nights In White Satin)
2. Un Figlio Dei Fiori Non Pensa Al Domani (Death Of A Clown)
3. Come Potete Giudicar (The Revolution Kind)
4. Ala Bianca (Sixty Years On)
5. L’Auto Corre Lontano, Ma Io Corro Da Te (Wichita Lineman)
6. Vai Via, Cosa Vuoi (All The Love In World)
7. Mai Come Lei Nessuna (Run To The Sun)
8. Il Gigante (Whisper in the Night)
9. Stagioni (Seasons)
10. Il Nome Di Lei (Gotta See Jane)
11. Vola Bambino (Hi Ho Silver Lining)
12. Ti Voglio (I Want You)
13. Un Riparo Per Noi (With a Girl Like You)
14. Insieme Io E Lei (Days)
15. Donna La Prima Donna (Donna The Prima Donna)
16. Racconta Tutto A Me (You Don’t Love Me )
17. Icaro (Winter Of My Life)
18. Quattro Lire E Noi (My Mind’s Eye)
19. La Mia Libertà (Girl Don’t Tell Me)

### CD 7 – I Nomadi cantano e interpretano Guccini
1. Dio È Morto
2. Canzone Per Un’amica
3. Noi Non Ci Saremo
4. Il Vecchio E Il Bambino
5. Canzone Della Bambina Portoghese
6. Piccola Città
7. La Collina
8. Noi
9. Per Fare Un Uomo
10. L’Isola Non Trovata
11. Il Disgelo
12. Ophelia
13. Per Quando È Tardi
14. E’ Giorno Ancora
15. Giorno D’estate
16. Asia
17. Per Quando Noi Non Ci Saremo

### CD 8 – Album Concerto – Francesco Guccini e i Nomadi live
1. Canzone Per Un’Amica
2. L’Atomica Cinese
3. Noi Non Ci Saremo
4. Per Fare Un Uomo
5. Primavera Di Praga
6. Dio È Morto
7. Canzone Del Bambino Nel Vento (Auschwitz)
8. Noi
9. Statale 17

## Classifiche
| Classifica | Posizione |
| ---------- | --------- |
| Italia     | 13        |